# ТЕС Конарак
25°22′16″ пн. ш. 60°23′56″ сх. д. / 25.37111° пн. ш. 60.39889° сх. д.
ТЕС Конарак — іранська теплова електростанція на південному сході країни в провінції Систан і Белуджистан.
У 1978 році на майданчику станції ввели в експлуатацію 6 встановлених на роботу у відкритому циклі газових турбін потужністю по 23,8 МВт.
Від часу спорудження ТЕС працює з використанням нафтопродуктів, проте на початку 2020-х років із завершенням газопроводу Іраншехр – Чахбехар повинна бути переведена на природний газ.
Видача продукції відбувається по ЛЕП, розрахованій на роботу під напругою 63 кВ.
Можливо також відзначити, що в цьому ж районі, на протилежній стороні затоки Чахбехар, працює ще одна ТЕС Чахбехар.